# Jobinia
Jobinia es un género de planta fanerógamas de la familia Apocynaceae. Contiene 10 especies aceptadas. Es originario de América.

## Descripción
Son enredaderas con los brotes glabros. Las hojas pecioladas; herbáceas de 4.5-10 cm de largo y 2.5 cm de ancho, ovadas a oblongas, basalmente redondeadas, el ápice acuminado, adaxial como abaxialmente glabras, con 2-3 coléteres en la base de las hojas.
Las inflorescencias son axilares, más largas que las hojas adyacentes, con 8-30 flores,  laxas y glabras.

## Distribución y hábitat
Se encuentran en los bosques de Costa Rica, Guatemala, Honduras, México, Nicaragua, Argentina, Bolivia, Brasil, Ecuador, Perú y Venezuela.

## Taxonomía
El género fue descrito por Eugène Pierre Nicolas Fournier y publicado en Flora Brasiliensis 6(4): 327, pl. 97. 1885.

## Especies
- Jobinia chlorantha Malme
- Jobinia connivens (Hook. & Arn.) Malme
- Jobinia eulaxiflora (Lundell) W.D.Stevens
- Jobinia glossostemma (Lillo) Liede & Meve
- Jobinia grandis (Hand.-Mazz.) Goès & Fontella
- Jobinia hatschbachii Fontella & E.A.Schwarz
- Jobinia lindbergii E.Fourn.
- Jobinia longicoronata Goes & Fontella
- Jobinia neei (Morillo) Liede & Meve
- Jobinia paranaensis Fontella & C.Valente[2]